# Kasteel van Fleury-la-Forêt
Het Kasteel van Fleury-la-Forêt (Frans: Château de Fleury-la-Forêt) is een kasteel in de Franse gemeente Fleury-la-Forêt.